# سینیا (رود)
سینیا (به لاتین: Synya) یک رود در روسیه است که در ناحیه خودگردان یامالو-ننتس واقع شده‌است.